# Thug Life: Volume 1
Thug Life: Volume 1 ist ein Studioalbum der US-amerikanischen Hip-Hop-Gruppe Thug Life, bestehend aus den Rappern Tupac Shakur, Big Syke, Mopreme Shakur, Stretch, Macadoshis und The Rated R. Es wurde am 11. Oktober 1994 über das Label Interscope Records veröffentlicht.

## Produktion
An der Produktion des Albums waren viele verschiedene Musikproduzenten beteiligt. Vier Instrumentals stammen von dem Produzenten-Duo Thug Music, bestehend aus Tupac Shakur und Stretch. Professor Jay war ebenfalls an vier Produktionen beteiligt. Weitere Beats stammen von Johnny „J“, Mopreme Shakur, Nate Dogg, Warren G, Big Syke und Easy Mo Bee.

## Covergestaltung
| Professionelle Bewertungen | Professionelle Bewertungen |
| -------------------------- | -------------------------- |
| Kritiken                   |                            |
| Quelle                     | Bewertung                  |
| allmusic                   | [ 1 ]                      |
| RapReviews                 | [ 2 ]                      |

Das Albumcover zeigt groß den Schriftzug Thug Life, der aus Schwarz-weiß-Fotos der Bandmitglieder besteht. Der Hintergrund ist in Schwarz gehalten.

## Gastbeiträge
Auf drei Liedern des Albums treten neben den sechs Rappern weitere Künstler in Erscheinung. So ist die Sängerin Natasha Walker beim Song Bury Me a G zu hören, während ihre Gruppe Y.N.V. einen Gastauftritt im Track Shit Don’t Stop hat. Zudem ist How Long Will They Mourn Me? eine Zusammenarbeit mit dem Sänger Nate Dogg.

## Titelliste
| #  | Titel                        | Künstler                                                           | Produzent                          | Länge |
| -- | ---------------------------- | ------------------------------------------------------------------ | ---------------------------------- | ----- |
| 1  | Bury Me a G                  | Tupac, Mopreme, Rated R, Big Syke, Macadoshis feat. Natasha Walker | Thug Music                         | 4:58  |
| 2  | Don’t Get It Twisted         | Mopreme, Rated R, Macadoshis                                       | Professor Jay, Mopreme             | 3:19  |
| 3  | Shit Don’t Stop              | Tupac, Mopreme, Rated R, Big Syke, Macadoshis feat. Y.N.V.         | Thug Music                         | 3:46  |
| 4  | Pour Out a Little Liquor     | Tupac                                                              | Johnny „J“                         | 3:29  |
| 5  | Stay True                    | Tupac, Mopreme, Stretch                                            | Thug Music                         | 3:09  |
| 6  | How Long Will They Mourn Me? | Tupac, Rated R, Big Syke, Macadoshis feat. Nate Dogg               | Nate Dogg, Warren G, Professor Jay | 3:52  |
| 7  | Under Pressure               | Tupac, Stretch                                                     | Thug Music                         | 4:32  |
| 8  | Street Fame                  | Mopreme, Rated R, Big Syke                                         | Stretch, Professor Jay             | 4:00  |
| 9  | Cradle to the Grave          | Tupac, Mopreme, Rated R, Big Syke, Macadoshis                      | Big Syke, Professor Jay            | 6:13  |
| 10 | Str8 Ballin’                 | Tupac                                                              | Easy Mo Bee                        | 5:04  |

## Chartplatzierungen und Singles
Thug Life: Volume 1 stieg am 29. Oktober 1994 auf Platz 42 in die US-amerikanischen Albumcharts ein und konnte sich 29 Wochen in den Top 200 halten. Die Verkaufszahlen in den Vereinigten Staaten belaufen sich auf über 400.000 Exemplare.
Als Singles wurden die Lieder Pour Out a Little Liquor und Cradle to the Grave ausgekoppelt.